# Mycetophila parva
Mycetophila parva är en tvåvingeart som beskrevs av Walker 1848. Mycetophila parva ingår i släktet Mycetophila och familjen svampmyggor.
Artens utbredningsområde är Ontario. Inga underarter finns listade i Catalogue of Life.